# NGC 3446
NGC 3446 est un amas ouvert situé dans la constellation des Voiles. Il a été découvert par l'astronome britannique John Herschel en 1836.
Peu d'études ont été réalisées sur NGC 3446. Google Scholar ne présente que six références d'articles publiés entre 1990 et 2024, dont celle de Ashraf Latif Tadross. Aucune donnée n'est indiquée sur le catalogue Lyngua ainsi que sur la bases de données WEBDA. Simbad n'indique que ses coordonnées et un seul couple de valeur pour son mouvement propre.

## Observation

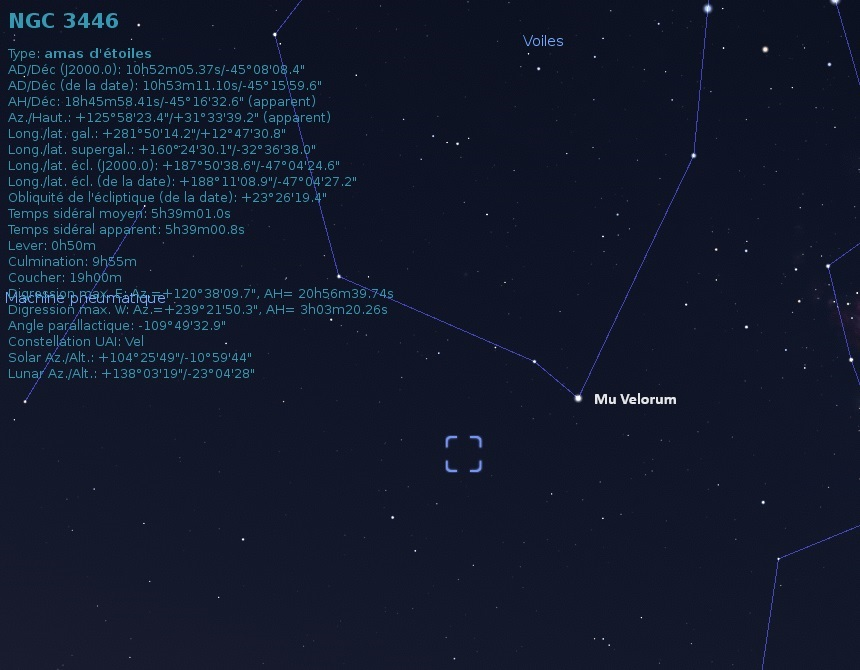
Localisation de NGC 3446 dans la constellation de Scorpion. (Stellarium)

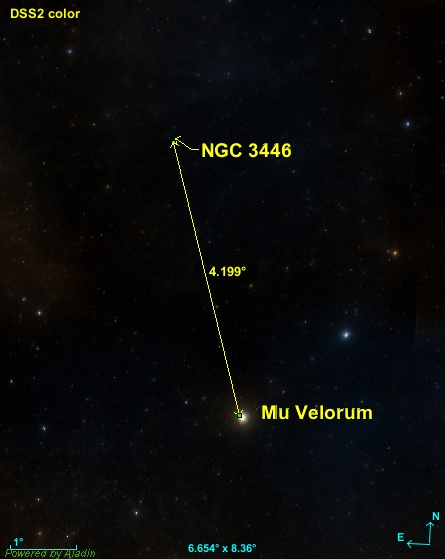
Position de NGC 3446 par rapport à uen étoile.

NGC 3446 est situé à environ 4,2 degrés au nord-ouest de l'étoile Mu Velorum, une géante jaune de magnitude égale à +2,69.

## Caractéristique

### Distance
Selon Tadross, NGC 3446 est à 1 485 ± 68 pc (∼4 840 al) du système solaire et à environ 8,32 kpc (∼27 100 al) du centre de la Voie lactée

### Taille
Selon les sources, la taille apparente de l'amas est de 6,5' ou de 15'. En utilisant la plus grande taille apparente et la plus grande distance, on obtient la taille réelle maximale soit 22,10 al. De même, en utilisant la plus petite taille apparente et la plus petite distance, on obtient la plus petite taille réelle, soit 8,74 al. De ces deux valeurs, on déduit que la taille de l'amas est égale à 15,4 ± 6,7 al.

### Mouvement propre
Le seul couple de valeur du mouvement propre de l'amas est indiqué sur Simbad. Les valeurs de ce couple en ascension droite et en déclinaison sont
- −8,06 ± 4,53 mas/an et 2,31 ± 2,89 mas/an[10]